# Feliz Navidad (album José Feliciano)
Feliz Navidad è un album natalizio del cantante e compositore José Feliciano. Originariamente intitolato José Feliciano e pubblicato in vinile nel 1970 dalla RCA Records, è stato rimasterizzato su CD nel 2001 dalla BMG Heritage con tutti i brani dell'album originale, i quali comprendevano sia classici di Natale che la famosa composizione di Feliciano Feliz Navidad, più 3 classici di Natale interpretati da José che non furono inseriti nel vinile: Las Posadas, Santa Claus Is Coming to Town e O Come All Ye Faithful.
Ogni anno, nel periodo di Natale l'album compare nel catalogo musicale della BMG e negli USA il brano Feliz Navidad è diventato uno dei brani natalizi più scaricati e trasmessi in radio ed è stato incluso dalla ASCAP nelle 25 canzoni di Natali più ascoltate e registrate nel mondo.

## Tracce
Lato 1
1. Feliz Navidad (Feliciano)
2. Jingle Bells (strumentale) (tradizionale)
3. The Christmas Song (Torme - Wells)
4. The First Noel (strumentale) (tradizionale)
5. The Cherry Tree Carol (strumentale) (tradizionale)

Lato 2
1. The Little Drummer Boy (Davis - Onorati - Simeone)
2. White Christmas (strumentale) (Berlin)
3. We Three Kings Of Orient Are (strumentale) (tradizionale)
4. Mary's Little Boy Child (Hairston)
5. It Came Upon a Midnight Clear (strumentale) (tradizionale)
6. Silent Night (Gruber - Mohr)
7. Hark, The Herald Angels Sing (strumentale) (tradizionale)

Versione CD del 2001
1. Las Posadas
2. Santa Claus Is Coming to Town (strumentale)
3. O Come All Ye Faithful (strumentale)